# ستيفن د. روزنتال
ستيفن د. روزنتال (بالإنجليزية: Stephen D. Rosenthal)‏ هو سياسي أمريكي، ولد في 24 أكتوبر 1949 في ريتشموند في الولايات المتحدة. حزبياً، نشط في الحزب الديمقراطي.